# Eisschnelllauf-Mehrkampfeuropameisterschaft 2014

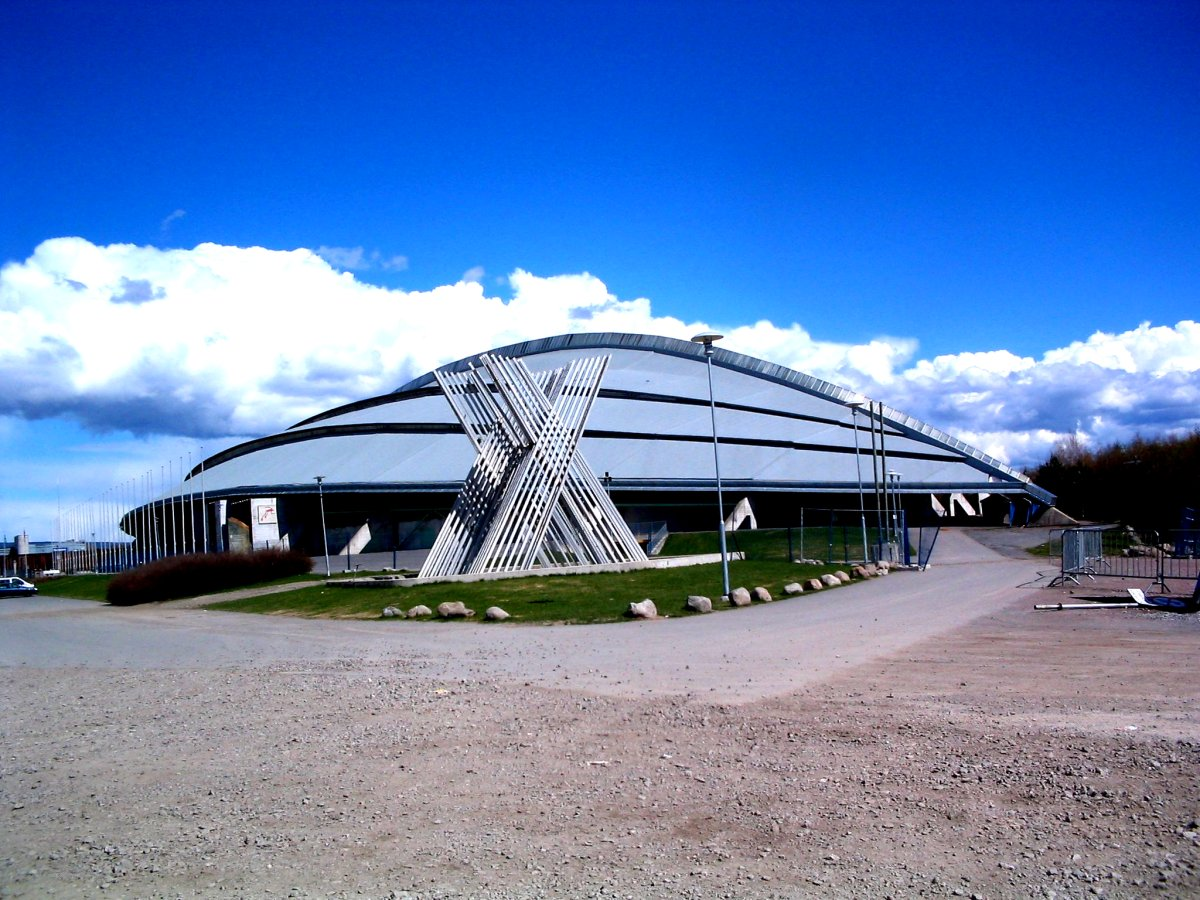
Die Vikingskipet Eislaufhalle in Hamar.

Die 110. Eisschnelllauf-Mehrkampfeuropameisterschaft (39. der Frauen) wurde vom 11. bis 12. Januar 2014 in der Eislaufhalle Vikingskipet in Hamar, Norwegen ausgetragen.

## Teilnehmende Nationen
| Teilnehmende Nationen (Frauen/Männer)                   | Teilnehmende Nationen (Frauen/Männer)                    | Teilnehmende Nationen (Frauen/Männer)    |
| ------------------------------------------------------- | -------------------------------------------------------- | ---------------------------------------- |
| Österreich Belgien Belarus Tschechien Dänemark Finnland | Deutschland Ungarn Italien Lettland Niederlande Norwegen | Polen Rumänien Russland Schweden Schweiz |

## Wettbewerbe
Bei der Mehrkampfeuropameisterschaft geht es über jeweils vier Distanzen. Die Frauen laufen 500, 3000, 1500 und 5000 Meter und die Männer 500, 5000, 1500 und 10.000 Meter. Jede gelaufene Einzelstreckenzeit wird in Sekunden auf 500 Meter heruntergerechnet und addiert. Die Summe ergibt die Gesamtpunktzahl. Die acht besten Frauen und Männer nach drei Strecken werden für die letzte Distanz zugelassen. Meister wird, wer nach vier Strecken die niedrigste Gesamtpunktzahl erlaufen hat.

### Frauen

#### Endstand Kleiner Vierkampf
- Zeigt die acht Finalteilnehmerinnen über 5000 Meter
  - Die Zahl in Klammern gibt die Platzierung je Einzelstrecke an, fett gedruckt die jeweils Schnellste.

| Rang | Name              | 500 Meter  | Pkt.   | 3000 Meter  | Pkt.   | 1500 Meter       | Pkt.   | 5000 Meter  | Pkt.   | Gesamt- punkte |
| ---- | ----------------- | ---------- | ------ | ----------- | ------ | ---------------- | ------ | ----------- | ------ | -------------- |
| 1    | Ireen Wüst        | 38,77 (1)  | 38,770 | 4:02,02 (1) | 40,336 | 1:54,87 (1) (CR) | 38,290 | 7:03,40 (3) | 42,340 | 159,736 (CR)   |
| 2    | Yvonne Nauta      | 40,79 (16) | 40,790 | 4:02,63 (2) | 40,438 | 1:57,28 (3)      | 39,093 | 6:59,32 (2) | 41,932 | 162,253        |
| 3    | Martina Sáblíková | 40,89 (19) | 40,890 | 4:04,22 (3) | 40,703 | 1:57,46 (5)      | 39,153 | 6:58,13 (1) | 41,813 | 162,559        |
| 4    | Diane Valkenburg  | 39,79 (7)  | 39,790 | 4:06,82 (6) | 41,136 | 1:57,76 (7)      | 39,253 | 7:09,41 (5) | 42,941 | 163,120        |
| 5    | Julija Skokowa    | 39,01 (3)  | 39,010 | 4:08,28 (7) | 41,380 | 1:57,02 (2)      | 39,006 | 7:22,09 (8) | 44,209 | 163,605        |
| 6    | Olga Graf         | 40,05 (8)  | 40,050 | 4:08,31 (8) | 41,385 | 1:57,40 (4)      | 39,133 | 7:12,57 (6) | 43,257 | 163,825        |
| 7    | Claudia Pechstein | 40,40 (14) | 40,400 | 4:06,53 (5) | 41,088 | 1:59,49 (15)     | 39,830 | 7:05,44 (4) | 42,544 | 163,862        |
| 8    | Marije Joling     | 40,09 (9)  | 40,090 | 4:04,24 (4) | 40,706 | 1:58,92 (11)     | 39,640 | 7:17,43 (7) | 43,743 | 164,179        |

#### 500 Meter
| Platz | Name                     | Land        | Zeit    | Punkte |
| ----- | ------------------------ | ----------- | ------- | ------ |
| 1     | Ireen Wüst               | Niederlande | 38,77 s | 38,770 |
| 2     | Karolína Erbanová        | Tschechien  | 38,80 s | 38,800 |
| 3     | Julija Skokowa           | Russland    | 39,01 s | 39,010 |
| 4     | Jekaterina Schichowa     | Russland    | 39,14 s | 39,140 |
| 5     | Katarzyna Bachleda-Curuś | Polen       | 39,59 s | 39,590 |
| 5     | Jewgenija Dmitrijewa     | Russland    | 39,59 s | 39,590 |
| 7     | Diane Valkenburg         | Niederlande | 39,79 s | 39,790 |
| 8     | Olga Graf                | Russland    | 40,05 s | 40,050 |
| 9     | Marije Joling            | Niederlande | 40,09 s | 40,090 |
| 10    | Ida Njåtun               | Norwegen    | 40,19 s | 41,190 |
|       |                          |             |         |        |
| 14    | Claudia Pechstein        | Deutschland | 40,40 s | 40,400 |
| 15    | Kaitlyn McGregor         | Schweiz     | 40,43 s | 40,430 |
| 22    | Jennifer Bay             | Deutschland | 41,26 s | 41,260 |

#### 3000 Meter
| Platz | Name                     | Land        | Zeit        | Punkte |
| ----- | ------------------------ | ----------- | ----------- | ------ |
| 1     | Ireen Wüst               | Niederlande | 4:02,02 min | 40,336 |
| 2     | Yvonne Nauta             | Niederlande | 4:02,63 min | 40,438 |
| 3     | Martina Sáblíková        | Tschechien  | 4:04,22 min | 40,703 |
| 4     | Marije Joling            | Niederlande | 4:04,24 min | 40,706 |
| 5     | Claudia Pechstein        | Deutschland | 4:06,53 min | 41,088 |
| 6     | Diane Valkenburg         | Niederlande | 4:06,82 min | 41,136 |
| 7     | Julija Skokowa           | Russland    | 4:08,28 min | 41,380 |
| 8     | Olga Graf                | Russland    | 4:08,31 min | 41,385 |
| 9     | Katarzyna Bachleda-Curuś | Polen       | 4:09,80 min | 41,633 |
| 10    | Jekaterina Schichowa     | Russland    | 4:10,15 min | 41,691 |
|       |                          |             |             |        |
| 17    | Jennifer Bay             | Deutschland | 4:15,54 min | 42,590 |
| 18    | Kaitlyn McGregor         | Schweiz     | 4:19,88 min | 43,313 |

#### 1500 Meter
| Platz | Name                 | Land        | Zeit        | Punkte |
| ----- | -------------------- | ----------- | ----------- | ------ |
| 1     | Ireen Wüst           | Niederlande | 1:54,87 min | 38,290 |
| 2     | Julija Skokowa       | Russland    | 1:57,02 min | 39,006 |
| 3     | Yvonne Nauta         | Niederlande | 1:57,28 min | 39,093 |
| 4     | Olga Graf            | Russland    | 1:57,40 min | 39,133 |
| 5     | Martina Sáblíková    | Tschechien  | 1:57,46 min | 39,153 |
| 6     | Jekaterina Schichowa | Russland    | 1:57,47 min | 39,156 |
| 7     | Diane Valkenburg     | Niederlande | 1:57,76 min | 39,253 |
| 8     | Luiza Złotkowska     | Polen       | 1:58,00 min | 39,333 |
| 9     | Jewgenija Dmitrijewa | Russland    | 1:58,67 min | 39,556 |
| 10    | Ida Njåtun           | Norwegen    | 1:58,89 min | 39,630 |
|       |                      |             |             |        |
| 15    | Claudia Pechstein    | Deutschland | 1:59,49 min | 39,830 |
| 17    | Kaitlyn McGregor     | Niederlande | 2:00,28 min | 40,093 |
| 20    | Jennifer Bay         | Deutschland | 2:03,37 min | 41,123 |

#### 5000 Meter
| Platz | Name              | Land        | Zeit        | Punkte |
| ----- | ----------------- | ----------- | ----------- | ------ |
| 1     | Martina Sáblíková | Tschechien  | 6:58,13 min | 41,813 |
| 2     | Yvonne Nauta      | Niederlande | 6:59,32 min | 41,932 |
| 3     | Ireen Wüst        | Niederlande | 7:03,40 min | 42,340 |
| 4     | Claudia Pechstein | Deutschland | 7:05,44 min | 42,544 |
| 5     | Diane Valkenburg  | Niederlande | 7:09,41 min | 42,941 |
| 6     | Olga Graf         | Russland    | 7:12,57 min | 43,257 |
| 7     | Marije Joling     | Niederlande | 7:17,43 min | 43,743 |
| 8     | Julija Skokowa    | Russland    | 7:22,09 min | 44,209 |

### Männer

#### Endstand Großer Vierkampf
- Zeigt die acht Finalteilnehmer über 10.000 Meter.
  - Die Zahl in Klammern gibt die Platzierung je Einzelstrecke an, fett gedruckt der jeweils Schnellste.

| Rang | Name                  | 500 Meter  | Pkt.   | 5000 Meter  | Pkt.   | 1500 Meter   | Pkt.   | 10.000 Meter | Pkt.   | Gesamt- punkte |
| ---- | --------------------- | ---------- | ------ | ----------- | ------ | ------------ | ------ | ------------ | ------ | -------------- |
| 1    | Jan Blokhuijsen       | 36,61 (7)  | 36,610 | 6:15,89 (1) | 37,589 | 1:46,91 (9)  | 35,636 | 13:07,22 (1) | 39,361 | 149,196        |
| 2    | Koen Verweij          | 36,11 (4)  | 36,110 | 6:21,59 (4) | 38,159 | 1:45,93 (1)  | 35,310 | 13:13,45 (2) | 39,672 | 149,251        |
| 3    | Håvard Bøkko          | 35,99 (1)  | 35,990 | 6:22,97 (7) | 38,297 | 1:46,51 (6)  | 35,503 | 13:22,09 (5) | 40,104 | 149,894        |
| 4    | Bart Swings           | 36,80 (12) | 36,800 | 6:20,92 (3) | 38,092 | 1:46,53 (7)  | 35,510 | 13:17,41 (3) | 39,870 | 150,272        |
| 5    | Sverre Lunde Pedersen | 36,67 (9)  | 36,670 | 6:21,81 (5) | 38,181 | 1:46,28 (4)  | 35,426 | 13:20,50 (4) | 40,025 | 150,302        |
| 6    | Renz Rotteveel        | 36,66 (8)  | 36,660 | 6:22,82 (6) | 38,282 | 1:46,69 (8)  | 35,563 | 13:26,75 (6) | 40,337 | 150,842        |
| 7    | Douwe de Vries        | 37,29 (20) | 37,290 | 6:19,47 (2) | 37,947 | 1:47,38 (10) | 35,793 | 13:28,99 (7) | 40,449 | 151,479        |
| 8    | Jan Szymański         | 36,35 (6)  | 36,350 | 6:26,38 (8) | 38,638 | 1:46,39 (5)  | 35,463 | 13:53,34 (8) | 41,667 | 152,118        |

#### 500 Meter
| Platz | Name                  | Land        | Zeit    | Punkte |
| ----- | --------------------- | ----------- | ------- | ------ |
| 1     | Håvard Bøkko          | Norwegen    | 35,99 s | 35,990 |
| 2     | Konrad Niedźwiedzki   | Polen       | 36,06 s | 36,060 |
| 3     | Zbigniew Bródka       | Polen       | 36,07 s | 36,070 |
| 4     | Koen Verweij          | Niederlande | 36,11 s | 36,110 |
| 5     | David Andersson       | Schweden    | 36,33 s | 36,330 |
| 6     | Jan Szymański         | Polen       | 36,35 s | 36,350 |
| 7     | Jan Blokhuijsen       | Niederlande | 36,61 s | 36,610 |
| 8     | Renz Rotteveel        | Niederlande | 36,66 s | 36,660 |
| 9     | Sverre Lunde Pedersen | Norwegen    | 36,67 s | 36,670 |
| 10    | Piotr Puszkarski      | Polen       | 36,68 s | 36,680 |
|       |                       |             |         |        |
| 14    | Bram Smallenbroek     | Österreich  | 36,83 s | 36,830 |
| 22    | Robert Lehmann        | Deutschland | 37,69 s | 37,690 |
| 24    | Linus Heidegger       | Österreich  | 37,75 s | 37,750 |
| 26    | Livio Wenger          | Schweiz     | 38,24 s | 38,240 |
| 27    | Jonas Pflug           | Deutschland | 38,36 s | 38,360 |

#### 5000 Meter
| Platz | Name                  | Land        | Zeit        | Punkte |
| ----- | --------------------- | ----------- | ----------- | ------ |
| 1     | Jan Blokhuijsen       | Niederlande | 6:15,89 min | 37,589 |
| 2     | Douwe de Vries        | Niederlande | 6:19,47 min | 37,947 |
| 3     | Bart Swings           | Belgien     | 6:20,92 min | 38,092 |
| 4     | Koen Verweij          | Niederlande | 6:21,59 min | 38,159 |
| 5     | Sverre Lunde Pedersen | Norwegen    | 6:21,81 min | 38,181 |
| 6     | Renz Rotteveel        | Niederlande | 6:22,82 min | 38,282 |
| 7     | Håvard Bøkko          | Norwegen    | 6:22,97 min | 38,297 |
| 8     | Jan Szymański         | Polen       | 6:26,38 min | 38,638 |
| 9     | Jewgeni Serjajew      | Russland    | 6:29,49 min | 38,949 |
| 10    | Fredrik van der Horst | Norwegen    | 6:29,88 min | 38,988 |
|       |                       |             |             |        |
| 13    | Robert Lehmann        | Deutschland | 6:33,26 min | 39,326 |
| 24    | Bram Smallenbroek     | Österreich  | 6:45,04 min | 40,504 |
| 25    | Jonas Pflug           | Deutschland | 6:45,82 min | 40,582 |
| 26    | Linus Heidegger       | Österreich  | 6:45,90 min | 40,590 |
| 27    | Livio Wenger          | Schweiz     | 6:46,14 min | 40,614 |

#### 1500 Meter
| Platz | Name                  | Land        | Zeit        | Punkte |
| ----- | --------------------- | ----------- | ----------- | ------ |
| 1     | Koen Verweij          | Niederlande | 1:45,93 min | 35,310 |
| 2     | Konrad Niedźwiedzki   | Polen       | 1:46,16 min | 35,386 |
| 3     | Zbigniew Bródka       | Polen       | 1:46,19 min | 35,396 |
| 4     | Sverre Lunde Pedersen | Norwegen    | 1:46,28 min | 35,426 |
| 5     | Jan Szymański         | Polen       | 1:46,39 min | 35,463 |
| 6     | Håvard Bøkko          | Norwegen    | 1:46,51 min | 35,503 |
| 7     | Bart Swings           | Belgien     | 1:46,53 min | 35,510 |
| 8     | Renz Rotteveel        | Niederlande | 1:46,69 min | 35,563 |
| 9     | Jan Blokhuijsen       | Niederlande | 1:46,91 min | 35,636 |
| 10    | Douwe de Vries        | Niederlande | 1:47,38 min | 35,793 |
|       |                       |             |             |        |
| 15    | Bram Smallenbroek     | Österreich  | 1:49,61 min | 36,536 |
| 22    | Robert Lehmann        | Deutschland | 1:51,00 min | 37,000 |

#### 10.000 Meter
| Platz | Name                  | Land        | Zeit         | Punkte |
| ----- | --------------------- | ----------- | ------------ | ------ |
| 1     | Jan Blokhuijsen       | Niederlande | 13:07,22 min | 39,361 |
| 2     | Koen Verweij          | Niederlande | 13:13,45 min | 39,672 |
| 3     | Bart Swings           | Belgien     | 13:17,41 min | 39,870 |
| 4     | Sverre Lunde Pedersen | Norwegen    | 13:20,50 min | 40,025 |
| 5     | Håvard Bøkko          | Norwegen    | 13:22,09 min | 40,104 |
| 6     | Renz Rotteveel        | Niederlande | 13:26,75 min | 40,337 |
| 7     | Douwe de Vries        | Niederlande | 13:28,99 min | 40,449 |
| 8     | Jan Szymański         | Polen       | 13:53,34 min | 41,667 |